# Зелёный (Моршанский район)
Зелёный — посёлок в Моршанском районе Тамбовской области России. 
Входит в Устьинский сельсовет.

## История
В 2013 году постановлением Правительства РФ посёлок Дома инвалидов переименован в Зелёный.

## Население
| 2002 | 2010 |
| ---- | ---- |
| 407  | ↘352 |

Согласно результатам переписи 2002 года, в национальной структуре населения русские составляли 100 % от жителей.